# Phytomyza acanthopanicis
Phytomyza acanthopanicis este o specie de muște din genul Phytomyza, familia Agromyzidae, descrisă de Mitsuhiro Sasakawa în anul 1961. Conform Catalogue of Life specia Phytomyza acanthopanicis nu are subspecii cunoscute.